# Пыльцов, Михаил Александрович
Михаил Александрович Пыльцов (1848? — 1898, Ялта) — русский путешественник, спутник Н. М. Пржевальского в его первой трёхлетней экспедиции по Центральной Азии.

## Биография
Михаил был учеником Н. М. Пржевальского по Варшавскому юнкерскому училищу. В первом центрально-азиатском путешествии он участвовал как помощник для проведения метеорологических наблюдений, препарирования животных. В тот момент он имел чин подпоручика Алексопольского полка.

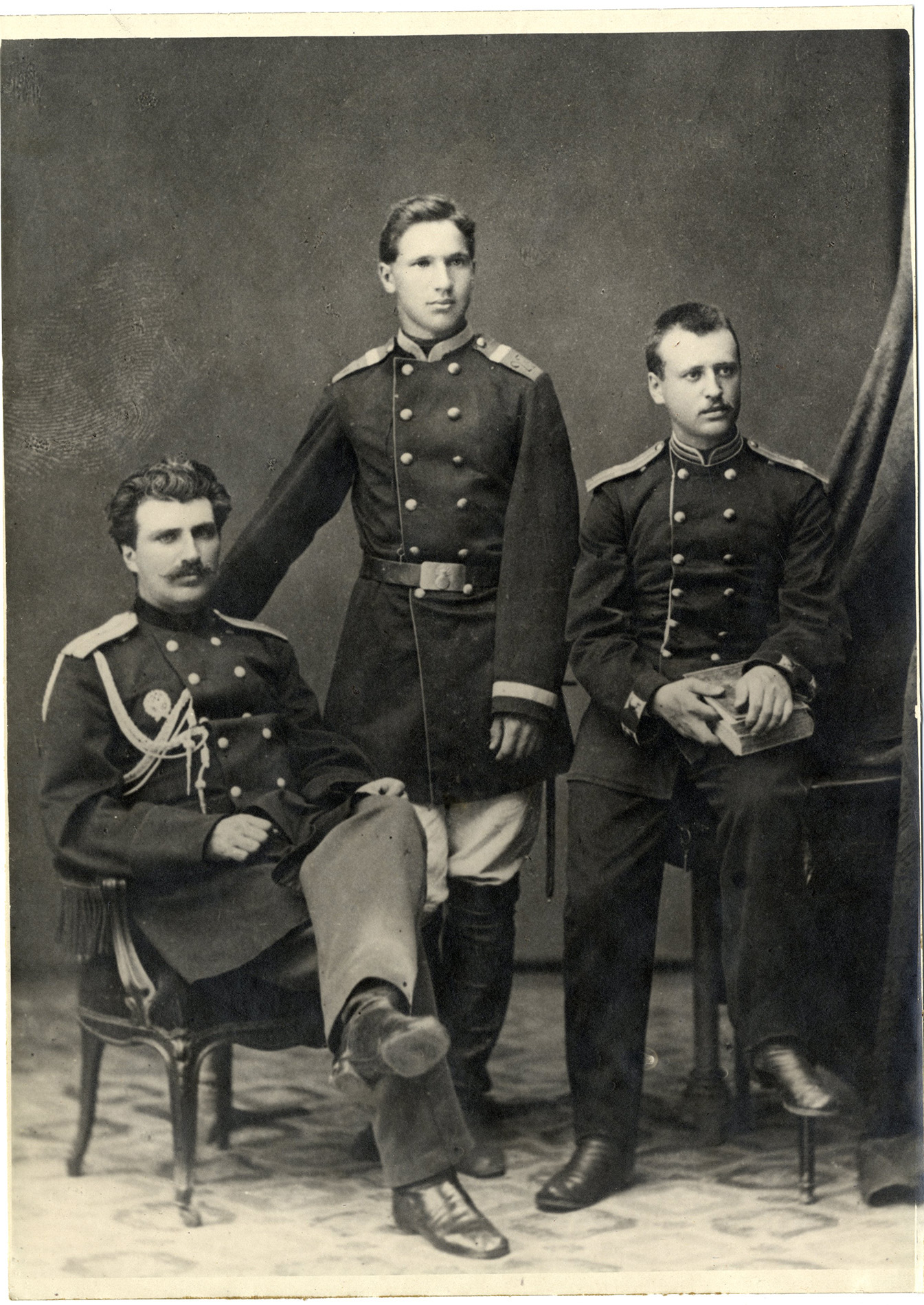
Штабс-капитан Н. М. Пржевальский, поручик Н. Я. Ягунов, подпоручик М. А. Пыльцов, Варшава, 1870 г.

Описывая трудности путешествия Пржевальский отмечает, что в конце октября 1871 года "к довершению зол, мой спутник Михаил Александрович Пыльцов вскоре по выходе из Дынь-юань-ина заболел тифозной горячкой так сильно, что мы принуждены были простоять девять дней возле ключа Хара-моритэ в северных пределах Ала-шаня. Положение моего товарища становилось тем опаснее, что он вовсе был лишен медицинской помощи, и хотя мы имели с собой некоторые лекарства, но мог ли я удачно распоряжаться ими, не зная медицины. К счастью, молодая натура переломила, и Михаил Александрович, все еще слабый, мог кое-как сидеть на лошади, хотя ему приходилось иногда так круто, что он падал в обморок".
В 1874 подпоручик М. А. Пыльцов был награждён малой золотой медалью Российского географического общества, произведён в поручики, а ему также была пожалована пенсия.
В мае 1874 года женился на единоутробной сестре Пржевальского Александре Ивановне Толпыго (15 марта 1855 —  5 октября 1936). Это радостное событие одновременно означало, что Пржевальский теряет надёжного спутника для следующего путешествия. Ещё более важным был выбор, сделанный Пыльцовым, — выбор между семейной жизнью и грядущей научной славой. 
По воспоминаниям родственников со стороны брата, Михаил Александрович слыл «либералом», довольно успешно занимался естественными науками.
В 1882—1883 годах пережил семейный разлад.
В 1898 году скончался в Ялте, похоронен на Иоанно-Златоустовском кладбище.

## Описаны в честь Пыльцова
- Н. М. Пржевальский описал в честь в своего спутника уникальный вид птиц, названный им по-русски «снегиревидной стренаткой»[8] (Urocynchramus pylzowi)[9], представляющий отдельный род, иногда выделяемый в монотипическое семейство  Urocynchramidae,[10] близкое к овсянкам.
- К. Ф. Кесслер описал в честь Пыльцова новый вид лжеосмана Schizopygopsis pylzovi Kessler, 1876.
- Герпетолог А. А. Штраух описал ящурку Podarces (Eremias) pylzowi[11], которая сейчас рассматривается как младший синоним вида Eremias vermiculata.
- Phrynocephalus pylzowi Bedriaga 1909
- Возможно, речной рак с Кавказа Potamobius pylzowi Skotikov, 1907[12]

## Семья
- Жена — Александра Ивановна, урождённая Толпыго (15 марта 1855 — 5 октября 1936 в Ницце, похоронена на кладбище Кокад (Caucade))
  - Сын — Николай Михайлович (1 января 1876 - 27 октября 1936 в Ницце)[13]
  - Дочь — Елена Михайловна в замужестве Алексеева[14]
  - Дочь — Софья Михайловна в замужестве Некрасова (?—3 ноября 1970 в Москве) [15]
  - Дочь — Наталия Михайловна[15]
- Брат — Анатолий Александрович Пыльцов, кавалерист, участник русско-турецкой войны 1877—1878 годов, после отставки землевладелец (500 десятин в д. Таволжанке Липецкого уезда Тамбовской губернии), коннозаводчик, занимался овцеводством. Сын его дочери Любови — лётчик штурмовой авиации, Герой Советского Союза Анатолий Калачёв[6].